# 甘露煮

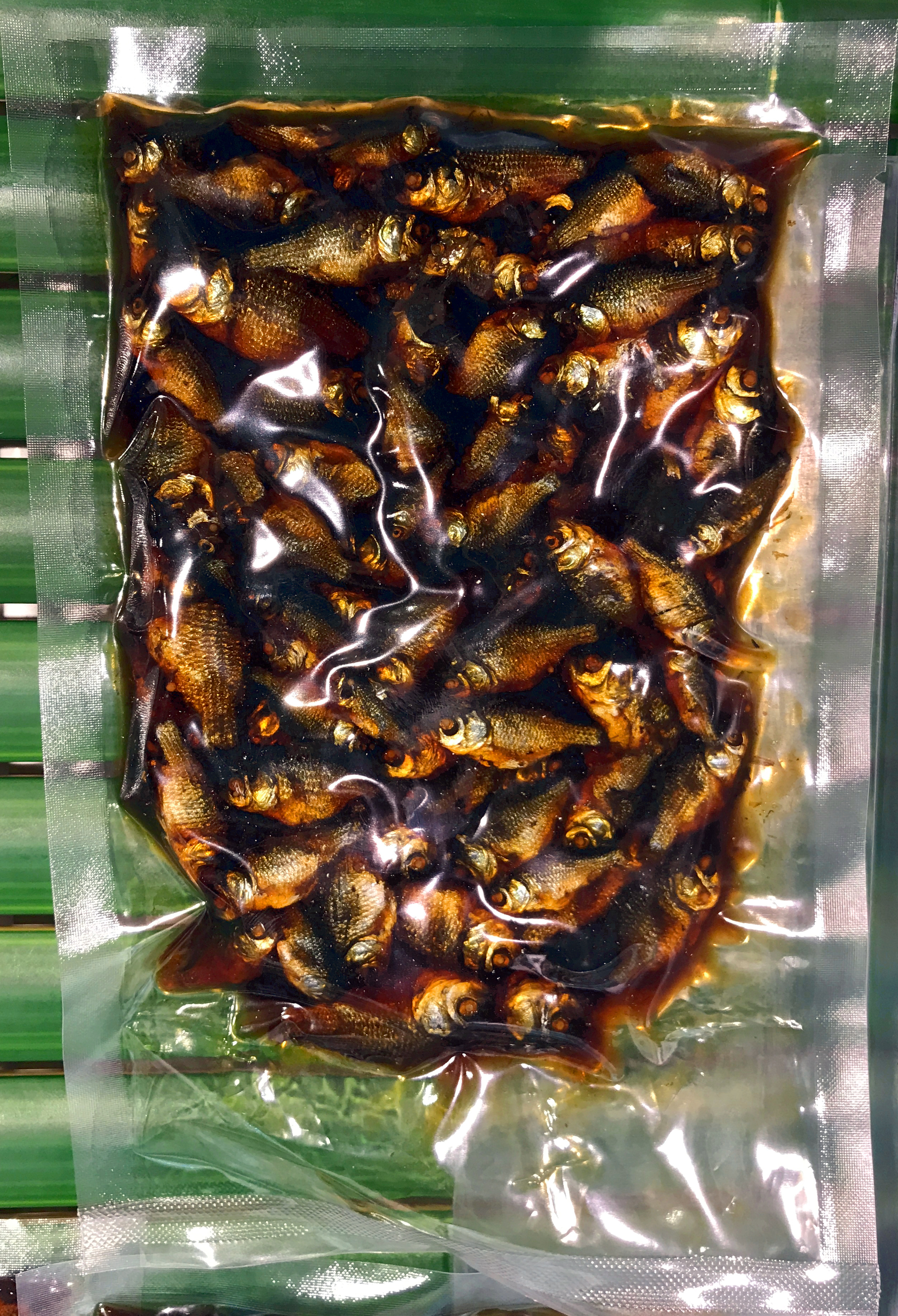
鯽魚甘露煮（真空包裝）

甘露煮（日语： Kanroni），是一種日本傳統食品，用魚或果實製成。又稱飴煮（日语： Ameni）。

## 概要
將生的香魚、麥穗魚、鯉魚、虹鱒、蝦虎魚、鯽魚、西太公魚、山女魚、石川樱鳟、紅點鮭等淡水魚燒熟後，在醬汁中熬煮而得。醬汁以醬油、味醂爲主體，加入大量砂糖。需長時間慢火熬到魚刺軟爛，最後再次加入糖漿，煮出光澤。小魚較大魚更適合製作。
使用栗子、金橘等用砂糖煮制而成的，也稱爲甘露煮。在日本的一些地區，爲了長期保存果實，也用無花果等具有較強甜味的果實製作。